# Pousa (apellido)

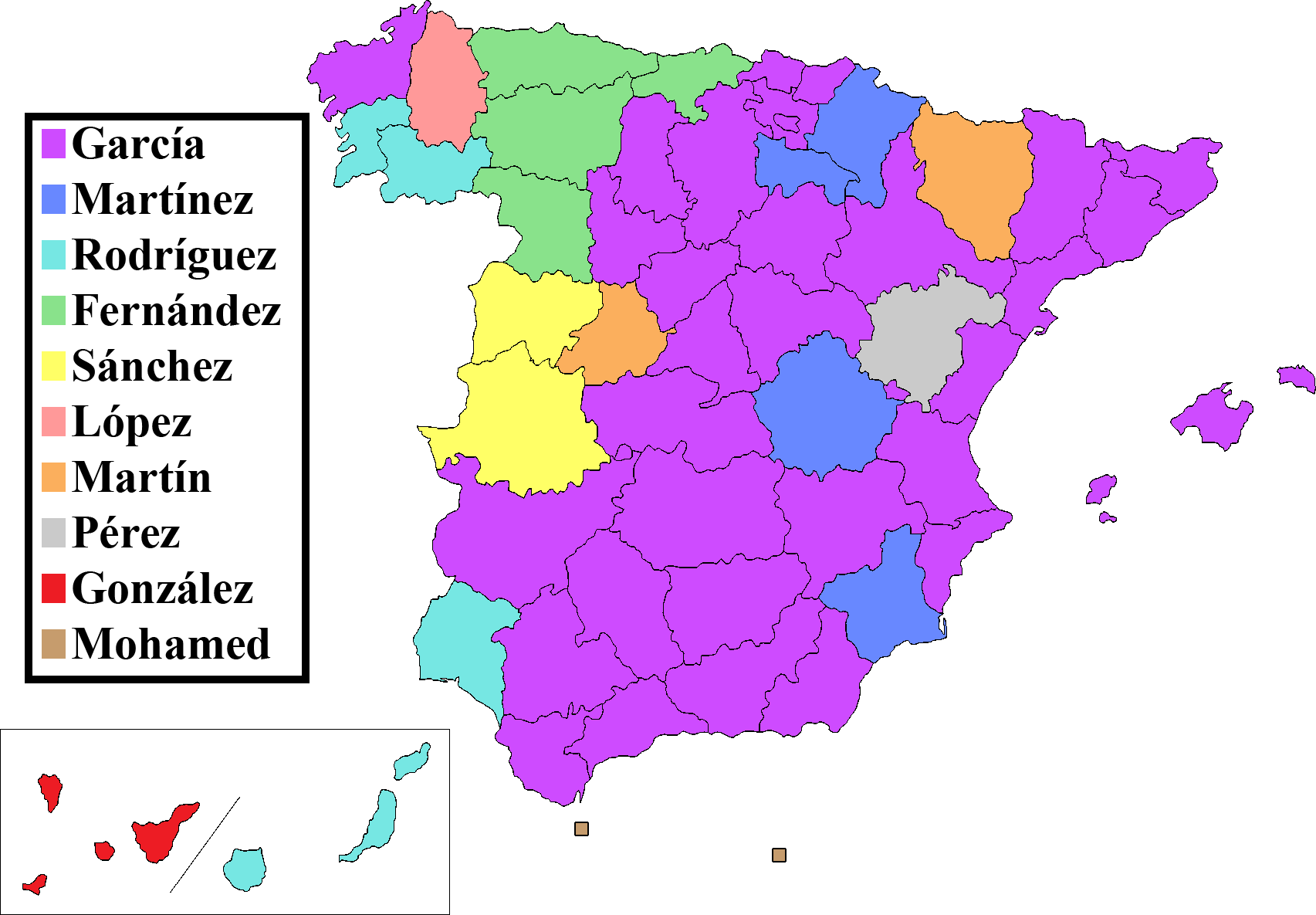
En el mapa se representa el apellido más frecuente en cada una de las provincias de España, en el año 2006.

Pousa es un apellido toponímico de origen Gallego, que debido a la inmigración es frecuente en Hispanoamérica (sobre todo en Argentina) y en Madrid. A nivel de España es el apellido 3.591 por frecuencia. y Barcelona. Según datos del 2012 del INE, lo llevan como primer apellido 1.245 españoles y 1.411 como segundo apellido.

## Origen
Aunque frecuentemente se vincula el apellido a estos dos orígenes: puede provenir de una derivación de la palabra gallega de posada "pousa-da", dando nombre a múltiples poblaciones en Galicia, o de ciertas piedras que había en las lindes de los caminos en Galicia para posarse "pousarse" y aliviar la cargas, las "pousas"; es más probable que el apellido como tantos otros esté vinculado en origen a una propiedad o lugar de habitación la "pousa". Una pousa fue una forma de explotación medieval, distinta de la vila altomedieval o el casar, documentada con frecuencia entre las propiedades monásticas, aunque poco estudiada hasta ahora, se trataba de una explotación de grandes dimensiones, en sus edificaciones y tierras adyacentes, que en varios casos, se ha documentado, evolucionaron en pazos.

## Distribución
El apellido, hasta el último siglo estaba bastante centrado en Galicia. A día de hoy, sigue concentrado en la provincia de Pontevedra, seguida de la provincia de Orense; aunque debido a los flujos migratorios del siglo XX se ha distribuido también por las zonas de emigración de la península ibérica, por la zona de levante (Comunidad Valenciana y Cataluña), País Vasco, Sevilla , Granada  y Madrid.

## Heráldica
El escudo consiste en: En azur, una casa de sable, mazonada de plata, y acompañada de dos cadenas de oro puesta en orla